# Taça dos Vencedores de Taças de Hóquei em Patins de 1995-96
A Taça dos Vencedores de Taças de Hóquei em Patins de 1995-96 foi a 20.ª e última edição da Taça das Taças.
Os espanhóis do Liceo da Coruña venceram o troféu pela 2.ª vez, derrotando os italianos do Amatori Lodi na final, após desempate por penáltis.
A Taça das Taças fundiu-se com a Taça dos Campeões Europeus para dar origem à Liga dos Campeões.

## Equipas participantes
| País       | Clube            | Classificação                               |
| ---------- | ---------------- | ------------------------------------------- |
| Alemanha   | RESG Walsum      | Vencedor da Taça da Alemanha de 1994/95     |
| Espanha    | Liceo da Coruña  | Vencedor da Taça do Rei de 1994/95          |
| França     | SCRA Saint-Omer  | 2.º lugar da Liga Francesa de 1994/95       |
| Inglaterra | Herne Bay United | Vencedor da Taça da Inglaterra de 1994/95   |
| Itália     | Roller Monza*    | Vencedor da Taça das Taças de 1994/95       |
| Itália     | Amatori Lodi     | Semi-finalista da Taça de Itália de 1994/95 |
| Portugal   | CD Paço de Arcos | Finalista da Taça de Portugal de 1994/95    |
| Suíça      | RSC Uttigen      | Finalista da Taça da Suíça de 1994/95       |

* Desistiu por dissolução do clube

## Jogos

### Fase final
|  | Quartos-de-final | Quartos-de-final  | Quartos-de-final | Quartos-de-final |                  |                 | Meias-finais | Meias-finais | Meias-finais |  |              | Final | Final | Final |
|  |                  |                   |                  |                  |                  |                 |              |              |              |  |              |       |       |       |
|  | 1                | CD Paço de Arcos  | 3                | 4(1)             |                  |                 |              |              |              |  |              |       |       |       |
|  | 8                | Amatori Lodi (gp) | 0                | 7(2)             |                  |                 |              |              |              |  |              |       |       |       |
|  | 8                | Amatori Lodi (gp) | 0                | 7(2)             |                  | Amatori Lodi    | 10           | 7            |              |  |              |       |       |       |
|  |                  |                   |                  |                  |                  | Amatori Lodi    | 10           | 7            |              |  |              |       |       |       |
|  |                  | RSC Uttigen       | 0                | 3                |                  |                 |              |              |              |  |              |       |       |       |
|  | 4                | RSC Uttigen       | 0                | 3                | Herne Bay United | 2               | 3            |              |              |  |              |       |       |       |
|  | 4                |                   |                  |                  | Herne Bay United | 2               | 3            |              |              |  |              |       |       |       |
|  | 5                | RSC Uttigen       | 4                | 6                |                  |                 |              |              |              |  |              |       |       |       |
|  | 5                | RSC Uttigen       | 4                | 6                |                  |                 |              |              |              |  | Amatori Lodi | 5     | 2(1)  |       |
|  |                  |                   |                  |                  |                  |                 |              |              |              |  | Amatori Lodi | 5     | 2(1)  |       |
|  |                  | Liceo Coruña (gp) | 2                | 5(2              |                  |                 |              |              |              |  |              |       |       |       |
|  | 3                | Liceo Coruña (gp) | 2                | 5(2              | RESG Walsum      | 0               | 1            |              |              |  |              |       |       |       |
|  | 3                |                   |                  |                  | RESG Walsum      | 0               | 1            |              |              |  |              |       |       |       |
|  | 6                | Liceo da Coruña   | 7                | 11               |                  |                 |              |              |              |  |              |       |       |       |
|  | 6                | Liceo da Coruña   | 7                | 11               |                  | Liceo da Coruña | 8            | 7            |              |  |              |       |       |       |
|  |                  |                   |                  |                  |                  | Liceo da Coruña | 8            | 7            |              |  |              |       |       |       |
|  |                  | SCRA Saint-Omer   | 1                | 1                |                  |                 |              |              |              |  |              |       |       |       |
|  | 2                | SCRA Saint-Omer   | 1                | 1                | Saint-Omer (w/o) |                 |              |              |              |  |              |       |       |       |
|  | 2                |                   |                  |                  | Saint-Omer (w/o) |                 |              |              |              |  |              |       |       |       |
|  | 7                | Roller Monza      |                  |                  |                  |                 |              |              |              |  |              |       |       |       |
|  | 7                | Roller Monza      |                  |                  |                  |                 |              |              |              |  |              |       |       |       |

#### Quartos-de-final
| Equipa 1         | Total        | Equipa 2        | 1.ª Mão | 2.ª Mão |
| ---------------- | ------------ | --------------- | ------- | ------- |
| CD Paço de Arcos | 7-7 (1-2 gp) | Amatori Lodi    | 3-0     | 4-7     |
| Herne Bay United | 5-10         | RSC Uttigen     | 2-4     | 3-6     |
| RESG Walsum      | 1-18         | Liceo da Coruña | 0-7     | 1-11    |
| SCRA Saint-Omer  | (w/o)        | Roller Monza    | -       | -       |

#### Meias-finais
| Equipa 1        | Total | Equipa 2        | 1.ª Mão | 2.ª Mão |
| --------------- | ----- | --------------- | ------- | ------- |
| Amatori Lodi    | 17-3  | RSC Uttigen     | 10-0    | 7-3     |
| Liceo da Coruña | 15-2  | SCRA Saint-Omer | 8-1     | 7-1     |

#### Final
| Equipa 1     | Total        | Equipa 2        | 1.ª Mão | 2.ª Mão |
| ------------ | ------------ | --------------- | ------- | ------- |
| Amatori Lodi | 7-7 (1-2 gp) | Liceo da Coruña | 5-2     | 2-5     |

| Vencedor da Taça das Taças 1995/96 |
| ---------------------------------- |
|                                    |
| Liceo da Coruña (2.º título)       |